# 国家安全机关
国家安全机关或國家安全機構是各國政府為國家安全設立的機構，自美國於1947年通過『國家安全法』成立國家安全委員會以來，許多國家也先後成立國家安全機構。

## 中華民國
中華民國國家安全機關設置權為總統所擁有，1991年制定的《中華民國憲法增修條文》第9條規定總統「得設國家安全會議及其所屬國家安全局」。

## 中华人民共和国
在中華人民共和國，国家安全机关也称国家安全部门，简称国安机关、国安部门、国安，是中华人民共和国的反间谍情报执法部门。
省级国家安全厅（局）由国家安全部与当地省级党委、人民政府双重领导，实际上以国家安全部的领导、管理为主。市、县两级国家安全机关由省级国家安全厅（局）垂直领导管理。在县级，沿海、沿边设县国家安全局，或者设市国家安全局某县工作站，例如：上海市国家安全局崇明工作站、本溪市国家安全局桓仁工作站、泉州市国家安全局泉港工作站、宁波市国家安全局象山工作站、大兴安岭地区国家安全局漠河工作站。国家安全机关負責国家安全保卫工作，属人民警察性质。
中华人民共和国《十三五綱要》中提出「總體國家安全觀」，仿效美国国家安全会议，成立了中央国家安全委员会，直属于中共中央政治局，由中共中央总书记领导。
香港和澳門兩個特別行政區分別根據《中華人民共和國香港特別行政區維護國家安全法》和澳門《維護國家安全法》設立了國家安全機關—香港特別行政區維護國家安全委員會、中央人民政府驻香港特别行政区维护国家安全公署、香港警務處國家安全處和澳門特別行政區維護國家安全委員會，並由中國國務院指派委員會中的国家安全事务顾问。